# 大橋信之
大橋 信之（おおはし のぶゆき、1970年2月27日 - ）は、NHKの元アナウンサー。

## 人物
東京都武蔵野市出身。早稲田大学高等学院、早稲田大学政治経済学部卒業後、1992年に入局。妻は同局アナウンサーの小林千恵。好きな食べ物は刺身、パスタ類。

## 現在の出演番組
- なし

## 過去の出演番組
釧路放送局時代
- イブニングネットワーク釧路
- 北海道道東のニュース

盛岡放送局時代
- イブニングネットワークいわて キャスター
- 岩手県のニュース

札幌放送局時代
- NHKニュースおはよう北海道 平日キャスター
- 北海道のニュース

福井放送局時代
- 福井県のニュース
- ニュースファイルふくい キャスター
- 列島縦断 鉄道12000キロの旅 〜最長片道切符でゆく42日〜 敦賀駅（2004年6月5日）
- 列島縦断 鉄道乗りつくしの旅〜JR20000km全線走破〜 九頭竜湖駅（2005年5月14日（春編）、9月26日（秋編））

ラジオセンター時代
- NHKジャーナル リポーター、ディレクター

東京アナウンス室時代
- NHKニュースおはよう日本 リポーター

福島放送局時代
- 福島県のニュース
- 放送部副部長（アナウンス統括）
- はまなかあいづTODAY（編集責任）
- NHKニュース845ふくしま（不定期）
- おはようふくしま（不定期）
- 福島局制作番組の編集責任

京都放送局時代
- 京都異界中継 リポーター（2017年8月9日）
- 放送部副部長（アナウンス統括）
- 京都ニュース845（不定期）
- ニュース630 京いちにち（編集責任）
- ぐるっと関西おひるまえ・京都（編集責任）
- 京都局制作番組の編集責任

大阪放送局時代
- 関西ラジオワイド（月-水曜担当）
- ニュース845～関西のニュースと気象情報～[3]（不定期、主に金曜担当）
- 関西のニュース（主に金曜夜から土曜朝の夜勤シフトを担当）

甲府放送局時代
- 放送部副部長（2021年7月-2023年3月）→コンテンツセンターアナウンスグループ統括（2023年4月-2024年7月）
- Newsかいドキ（編集責任）
- ひるまえ ほっと・山梨（編集責任）
- ニュース山梨845（不定期）
- 甲府局制作番組の編集責任
- 山梨県のニュース
- 緊急報道（甲府局発）